# Шептицки (град)
Шептицки (по-рано Кристинопил, Червоноград) е град в Лвовска област, Украйна. Намира се в часова зона UTC+2.
Площта му е 21 кв. км. Населението му е 64 297 души (1 януари 2022).

## История
Основан е през 1692 г. На 20 март 2024 г. Комисията на Върховната Рада на Украйна по организацията на държавната власт, местното самоуправление, регионалното развитие и градоустройството подкрепя предложението за преименуването на Червоноград на Шептицки (на украински: Шептицький). Решението влиза в сила след гласуване от Върховната Рада.
На 19 септември 2024 г. Върховната рада прие решение за преименуване на града и района. Преименуването влезе в сила на 26 септември 2024 г.